# Werner Lüttge
Werner Heinrich Lüttge (* 2. Oktober 1895 in Halle (Saale); † 12. Juli 1979 in Bamberg) war ein deutscher Gynäkologe und Geburtshelfer. Sein älterer Bruder war der spätere Vizeadmiral der Kriegsmarine Gustav Lüttge.

## Leben
Nach dem Schulbesuch in Halle zog er 1914 als Kriegsfreiwilliger an die Westfront (Erster Weltkrieg). In der Schlacht an der Somme schwer verwundet, erhielt er als Artillerieoffizier das Eiserne Kreuz 1. Klasse. Ab 1918 studierte er Medizin an der Friedrichs-Universität Halle. Am 1. Oktober 1922 promovierte er zum Dr. med. Er begann seine ärztliche Ausbildung bei Hugo Sellheim in Halle. Nach einem Jahr in Leipzig ging er 1928 für ein Jahr zu Victor Schmieden nach Frankfurt am Main und dann zu Hermann Wintz nach Erlangen. Dort habilitiert, wurde er außerordentlicher Professor für Geburtshilfe, Gynäkologie und Röntgenologie.
1933 bewarb er sich erfolgreich um die vakante Stelle als Direktor der Staatlichen Hebammenschule und Entbindungsanstalt in Bamberg. Auf seinen Antrag wurde sie noch im selben Jahr zur Staatlichen Frauenklinik erweitert. 1950 wurde ein Neubau der Klinik mit Röntgen- und Kinderabteilungen, Hauskapelle und Hörsaal eingeweiht. Zeitweilig war die Zahl der Entbindungen höher als an den Universitätskliniken von Erlangen und Würzburg zusammen. Jahrelang waren keine öffentlichen Zuschüsse erforderlich. Er trug die Verantwortung für 62.000 Geburten und 50.000 gynäkologische Behandlungsfälle.
Er weigerte sich in der Zeit des Nationalsozialismus, Zwangssterilisationen und Zwangsabtreibungen (an Zwangsarbeiterinnen) vorzunehmen (lt. Recherchen des Erlanger Arztes Wolfgang Frobenius).
Lüttge betreute 150 Dissertationen. An der Friedrich-Alexander-Universität Erlangen hielt er bis 1962 Vorlesungen. Nach dreißig Jahren in Bamberg wurde er 1962 pensioniert. Dabei sprach der Regierungspräsident von Oberfranken, Fritz Stahler.
Seine erste Frau Elisabeth geb. Kalthoff starb bei der Geburt seines Sohnes Dieter am 9. November 1930. Aus der zweiten Ehe wurden ihm drei Töchter geboren: Maria, Monika und Liselotte. Mit seiner Frau Elfriede geb. Hirschauer und den Töchtern lebte er auf dem „Paradies“ oberhalb von Bamberg.

### Corpsstudent
Unter mehr als 20 Aktiven wurde er Ende 1918 im Corps Palaiomarchia aktiv. Als Erstchargierter und später als Paukarzt genoss er im Hallenser Senioren-Convent hohes Ansehen und wurde als hervorragende Führungspersönlichkeit angesehen. Man nannte ihn „MachsDu“ – weil er delegieren konnte. In den Märzkämpfen in Mitteldeutschland kämpfte er mit seinen Corpsbrüdern in vorderster Linie gegen die aufständischen Kommunisten. Das Corps Masovia verlieh ihm 1960 das Band. Schon zu seinem 60. Geburtstag gratulierte der Kösener Senioren-Convents-Verband. Lüttge war von 1948 bis 1977 Vorsitzender und dann Ehrenvorsitzender des Corpsphilisterverbandes Bamberg. Oft leitete er den Staffelstein-Kommers (so auch 1966 den 75.). Am Vorabend seines 80. Geburtstages brachten ihm der Bamberger AHSC und der Bamberger Waffenring einen Fackelzug.

### Ehrungen und Ehrenämter
Lüttge war sechs Jahre lang im Gemeindevorstand der evangelischen St. Stephanskirche zu Bamberg. Lange Jahre war er Vorstand des Tennisclubs und seit 1958 der erste Nachkriegsvorstand der Harmonie. Er war engagierter Schlaraffe und Rotarier. Lüttge war Mitglied im dreiköpfigen Gründungsausschuss für den am 2. Dezember 1954 gegründeten Rotary Club Bamberg. 1963 wurde er mit dem Bundesverdienstkreuz 1. Klasse ausgezeichnet.

## Schriften
- mit Walter von Mertz: Alkohol-Extrakt-Reaktion A-E-R zum Nachweis von Schwangerschaft, Karzinom, Geschlecht des Kindes usw. Hirzel, Leipzig 1927.
- Zangengeburt im Röntgenbild. Reinhardt, München 1933.
- Wärme-, Bäder- und Strahlenbehandlung der Frauenkrankheiten. Enke, Stuttgart 1938.
- Hebammenlehrbuch. Gardill/Selbstverlag des Verfassers, Bamberg 1952.

In medizinischen Fachzeitschriften verfasste Lüttge etwa hundert wissenschaftliche Abhandlungen und Stellungnahmen.